# 1 500 meter för herrar i friidrott vid olympiska sommarspelen 1988
1 500 meter för herrar vid olympiska sommarspelen 1988 i Seoul avgjordes den 1 oktober.

## Medaljörer
| Gren        | Guld               | Guld    | Silver                         | Silver  | Brons                           | Brons   |
| 1 500 meter | Peter Rono · Kenya | 3.35,96 | Peter Elliott · Storbritannien | 3.36,15 | Jens-Peter Herold · Östtyskland | 3.36,21 |

## Resultat

### Final
| Placering | Final                    | Tid     |
| --------- | ------------------------ | ------- |
|           | Peter Rono (KEN)         | 3.35,96 |
|           | Peter Elliott (GBR)      | 3.36,15 |
|           | Jens-Peter Herold (GDR)  | 3.36,21 |
| 4.        | Steve Cram (GBR)         | 3:36.24 |
| 5.        | Steve Scott (USA)        | 3:36.99 |
| 6.        | Han Kulker (NED)         | 3:37.08 |
| 7.        | Kipkoech Cheruiyot (KEN) | 3:37.94 |
| 8.        | Marcus O'Sullivan (IRL)  | 3:38.39 |
| 9.        | Mario Silva (POR)        | 3:38.77 |
| 10.       | Jeff Atkinson (USA)      | 3:40.80 |
| 11.       | Joseph Chesire (KEN)     | 3:40.82 |
| 12.       | Omer Khalifa (SUD)       | 3:41.07 |

### Semifinaler
- Hölls fredagen den 30 september 1988

| Placering | HEAT 1                   | Tid     |
| --------- | ------------------------ | ------- |
| 1.        | Kipkoech Cheruiyot (KEN) | 3:38.09 |
| 2.        | Steve Cram (GBR)         | 3:38.30 |
| 3.        | Peter Elliott (GBR)      | 3:38.56 |
| 4.        | Han Kulker (NED)         | 3:39.06 |
| 5.        | Jeff Atkinson (USA)      | 3:39.12 |
| 6.        | Joseph Chesire (KEN)     | 3:39.17 |
| 7.        | Mogens Guldberg (DEN)    | 3:39.86 |
| 8.        | Remi Geoffroy (FRA)      | 3:40.96 |
| 9.        | Rachid Kram (ALG)        | 3:41.39 |
| 10.       | Spyros Spyrou (CYP)      | 3:43.49 |
| –         | Abdelmajide Moncif (MAR) | DNF     |
| –         | Peter Wirz (SUI)         | DNF     |
| –         | Joaquim Cruz (BRA)       | DNS     |

| Placering | HEAT 2                   | Tid     |
| --------- | ------------------------ | ------- |
| 1.        | Steve Scott (USA)        | 3:38.20 |
| 2.        | Peter Rono (KEN)         | 3:38.25 |
| 3.        | Omer Khalifa (SUD)       | 3:38.40 |
| 4.        | Mario Silva (POR)        | 3:38.56 |
| 5.        | Jens-Peter Herold (GDR)  | 3:38.59 |
| 6.        | Marcus O'Sullivan (IRL)  | 3:47.98 |
| 7.        | Markus Hacksteiner (SUI) | 3:47.99 |
| 8.        | Mark Deady (USA)         | 3:48.03 |
| 9.        | Steve Crabb (GBR)        | 3:51.60 |
| 10.       | Mbiganyi Thee (BOT)      | 4:01.92 |
| 11.       | Gennaro Di Napoli (ITA)  | 4:12.79 |
| 12.       | Mostafa Lachal (MAR)     | 4:15.94 |
| –         | Saïd Aouita (MAR)        | DNS     |